# 弗洛雷讷
弗洛雷讷（法語：Florennes，法語發音：[flɔʁɛn]）是比利时瓦隆大区那慕爾省菲利普维尔区的一个市镇，西北部与埃諾省接壤，通行法语，是比利时法语社群的一部分，面积133.55平方千米，人口11,410人（2018年1月1日）。